# Atholi
Atholi je vesnice 15 kilometrů od Kóžikkótu v Jižní Indii ve státě Kérala.

## Významné osobnosti
- C. H. Mohammed Koya — bývalý hlavní ministr Kéraly [2]